# Tulagi
Tulagi o, meno comunemente, Tulaghi è una piccola isola (5,5 km per 1 km) dell'arcipelago delle Isole Salomone. L'isola è situata poco al largo della costa meridionale delle Isole Florida e fu sede della Battaglia di Tulagi durante la Seconda guerra mondiale.
Sull'isola è presente una città, che porta il suo stesso nome, e che ha 1 750 abitanti. Dal 1896 al 1942 questa città è stata la capitale del Protettorato delle Isole Salomone, mentre oggi è il capoluogo della Provincia Centrale (Central Province). La città venne costruita su questa isola dagli inglesi, perché questa era relativamente isolata e più salubre rispetto alle altre isole, più grandi, dell'arcipelago.
Le truppe giapponesi la occuparono il 3 maggio 1942 con l'intenzione di realizzarvi una base per gli idrovolanti. Il giorno successivo, nel preludio della Battaglia del Mar dei Coralli, velivoli statunitensi partiti dalla portaerei USS Yorktown effettuarono un attacco alle navi giapponesi alla fonda.
Le truppe americane sbarcarono sull'isola il 7 agosto 1942 e dopo una giornata di feroci combattimenti conquistarono la città di Tulagi.
L'isola fu nel 1943 la base delle motosiluranti cui apparteneva anche la PT-109 dell'allora sottotenente di vascello John Fitzgerald Kennedy e dalla quale il medesimo partì per il pattugliamento delle acque della Nuova Georgia, in cui avvenne il famoso incidente: la motosilurante, comandata da Kennedy, fu "speronata" dal cacciatorpediniere giapponese Amagiri.
Ai nostri giorni Tulagi possiede una flotta di pescherecci e sta sviluppando il suo turismo valorizzando le possibilità di effettuare immersioni, dato che nelle vicinanze dell'isola sono presenti numerosi relitti della campagna di Guadalcanal, combattuta durante la Guerra del pacifico.